# 蜘蛛恐惧症
蜘蛛恐懼症，是一種特定性恐懼症，也是一種動物恐懼症。
蜘蛛恐懼症的患者容易恐懼於見到蜘蛛、接觸蜘蛛或看見描寫逼真的蜘蛛圖片、影像，甚至恐懼於處在他認為有可能存在蜘蛛的封閉環境（如該處出現蜘蛛網等讓人聯想到蜘蛛的環境），當對蜘蛛的恐懼被激發之後，有些人的症狀會持續數天之久，在這期間他們會不斷地懷疑身邊的環境存在有蜘蛛，甚至害怕於移動到另一個地方，原因是他們潛意識認為那較陌生的地方將有蜘蛛出現，不過大部分的患者在一段時間沒見到蜘蛛之後，恐懼感便會隨時間漸漸減少或消失。
英國作家蘇珊·布拉克摩爾在BBC雜誌中指出，大約有十分之一的男性和半數的女性有蜘蛛恐懼症。